# Victor Nelsson
Victor Enok Nelsson (nascut el 14 d'octubre de 1998) és un futbolista professional danès que juga com a central al Galatasaray de la Süper Lig i a la selecció de Dinamarca.

## Carrera juvenil
Nelsson va començar a jugar a futbol quan tenia 4 anys al Hornbæk IF, on el seu pare també entrenava. Més tard, va ser contactat per enviats del FC Nordsjælland, i va fitxar pel club el 25 de març de 2010.

## Carrera de club

### FC Nordsjælland
Nelsson va debutar amb l'FC Nordsjælland el 12 de setembre de 2016. Va començar a la banqueta, però va substituir Mathias Jensen al minut 87 en una derrota per 1-3 contra l'AGF a la Superlliga danesa.
El 14 d'octubre de 2016, Nelsson va signar el seu primer contracte professional i va ascendir a la plantilla del primer equip. Va jugar 23 partits de lliga amb el FCN la temporada 2016/17.
Nelsson va jugar els dos primers partits de lliga al mig del camp, però després es va tornar a entrenar com a central. Va esdevenir titular habitual la temporada 2017/18.
Als 19 anys i després d'un gran període a la primera meitat de la temporada 2017/18, Nelsson va ser convocat per Åge Hareide per a la selecció danesa B, perquè pogués plantejar-se escollir-lo per a la selecció absoluta més endavant. A les vacances d'hivern 2017/18, va canviar el dorsal de la samarreta del 36 al 4.

### FC Copenhaguen
El 5 de juliol de 2019, Victor es va incorporar al FC Copenhaguen signant un contracte fins al 2024.

### Galatasaray
El Galatasaray va anunciar l'11 d'agost de 2021 que havia arribat a un acord amb el Copenhaguen per al traspàs de Nelsson. En conseqüència, es pagarà una quota de traspàs de 7.000.000 d'euros a l'antic club del jugador en un termini de cinc anys. A més, segons l'acord, la clàusula de rescissió unilateral del futbolista es va determinar en 25.000.000 d'euros.